# Ihor Woronkow
Ihor Serhijowycz Woronkow, ukr. Ігор Сергійович Воронков (ur. 24 kwietnia 1981 w ówczesnym Dzerżynśku w obwodzie donieckim) – ukraiński piłkarz, grający na pozycji pomocnika.

## Kariera piłkarska

### Kariera klubowa
W 2001 rozpoczął karierę piłkarską w amatorskiej drużynie Wuhłyk Dymytrow, skąd przeszedł do Szachtara Dzierżyńsk. W 2004 wyjechał do Białorusi, gdzie bronił barw klubów Dniapro-Transmasz Mohylew i Tarpeda Żodzino. Na początku 2010 przeniósł się do FK Mińsk. Od początku sezonu 2012 reprezentował natomiast barwy klubu FK Homel. W 2013 został piłkarzem Biełszyny Bobrujsk. W styczniu 2014 podpisał kontrakt z Dynamem Mińsk. 29 stycznia 2016 przeszedł do FK Słuck. 14 czerwca 2016 opuścił słucki klub, a 7 lipca podpisał kontrakt z Krumkaczy.

## Sukcesy i odznaczenia

### Sukcesy klubowe
- zdobywca Superpucharu Białorusi: 2012